# Балка Кільчень
Балка Кільчень — балка (річка) в Україні у Березанському районі Миколаївської області. Права притока Березанського лиману (басейн Чорного моря).

## Опис
Довжина балки приблизно 13,60 км, найкоротша відстань між витоком і гирлом — 12,96 км, коефіцієнт звивистості річки — 1,05. Формується декількома струмками та загатами. На деяких ділянках балка пересихає.

## Розташування
Бере початок на південно-східній околиці села Щасливе. Тече переважно на південний схід через село Калабатине і на південно-західній стороні від села Шмідтівка впадає в Березанський лиман.

## Цікаві факти
- Від витоку балки на західній стороні на відстані приблизно 1,84 км пролягає автошлях М14[3] (автомобільний шлях міжнародного значення на території України, Одеса — Мелітополь — Новоазовськ — пункт пропуску Новоазовськ (кордон із Росією).).
- У XX столітті на балці існували водосховище, вівце-тваринні ферми (ВТФ), та газгольдер[2], а у XIX столітті — скотний двір та курган-могила[1].